# TV Werther
Der TV Werther (offiziell: Turnverein Werther 04 e. V.) ist ein Sportverein aus Werther im Kreis Gütersloh. Die erste Handballmannschaft der Männer nahm einmal am DHB-Pokal teil.

## Geschichte
Der Verein wurde im Jahre 1904 gegründet. Neben Handball bietet der Verein auch Badminton, Einradfahren, Judo, Leichtathletik, Radwandern, Rehabilitationssport, Tischtennis, Turnen, Volleyball und Wandern an. Mit Stand Ende 2013 hatte der TV Werther 2.247 Mitglieder. Ehemalige Mitglieder der Schlagball- bzw. Faustballmannschaft des TV Werther gründeten am 27. Mai 1920 den Fußballverein BV Werther.

### Handball
Die Männermannschaft des TV Werther spielte Anfang der 2000er Jahre in der Verbandsliga Westfalen. Im Jahre 2004 musste die Mannschaft in die Landesliga absteigen, wo die Mannschaft bis heute spielt. Im Jahre 2006 qualifizierten sich die Wertheraner für den DHB-Pokal und unterlagen in der ersten Runde der HSG Kropp-Tetenhusen in eigener Halle nur knapp mit 24:27. Heimspielstätte ist die Sporthalle der Gesamtschule Werther. Mit Jan-Fiete Buschmann und Hartmut Kania brachte der TV Werther zwei deutsche Nationalspieler hervor. Darüber hinaus brachte es Helmut Bußmeyer in die Bundesliga und Johnny Dähne in die 2. Bundesliga. Seit der Saison 2020/21 bilden der TV Werther und der TuS Borgholzhausen die Spielgemeinschaft HSG Werther/Borgholzhausen. In der Saison 2022/23 tritt die erste Herrenmannschaft in der Verbandsliga und die erste Frauenmannschaft in der Landesliga an.

### Turnen
Nadine Jarosch begann ihre Turnkarriere beim TV Werther und wechselte später zum Detmolder TV 1860. Sie nahm an den Turn-Weltmeisterschaften 2011 in Tokio und an den Olympischen Sommerspielen 2012 in London teil.

### Leichtathletik
Marlis Schäffer wurde bei den Deutschen Meisterschaften 1961 Vierte im 400-Meter-Lauf.

### Einrad
Jasmin Azari qualifizierte sich im Jahre 2022 für die Weltmeisterschaft in Grenoble.